# Músculo esfínter interno del ano

Diagrama anatòmico del ano. Sección frontal. (Tercera etiqueta de la lista derecha)

El músculo esfínter interno del ano ([TA]: musculus sphincter ani internus), o esfínter anal interno, es un músculo liso de forma anular que cubre entre 2.5–4.0 cm del canal anal y se encuentra en la parte interior del recto, del cual es una continuación de su capa muscular circular interior. Es uno de los dos esfínteres del ano. 

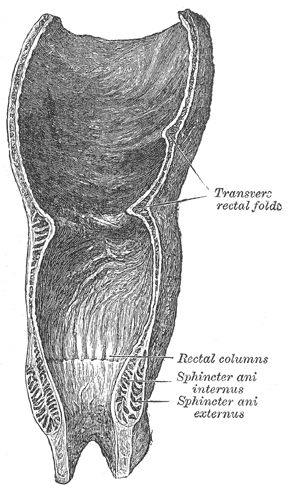
El músculo esfínter interno del ano, integrante del extremo final del aparato digestivo.

Es un anillo muscular que se inserta entre el canal rectal y el esfínter anal externo, al cual le envuelve sus fibras musculares desde la parte inferior en donde están en contacto, aunque anatómicamente es muy distinto a él. Posee un espesor de aproximadamente 5 mm y una longitud de 25 a 30 mm, y está formado por una agregación de las fibras circulares involuntarias del intestino grueso. Su borde inferior está conectado a la piel del orificio del ano, el cual se ubica aproximadamente a 6 mm. El músculo esfínter interno es liso; el externo, en oposición, se compone de músculo estriado.

## Funciones
Como una válvula, cumple la función de apoyar al esfínter anal externo en las tareas de expulsión de las heces; además, ayuda a ocluir la abertura anal para evitar la entrada de objetos que podrían dañar las paredes intestinales, así como detener el paso de gases y heces en estado líquido. Su acción es totalmente involuntaria (es un músculo liso), es decir, no es controlado por la conciencia humana. Su contracción y relajación se efectúa de manera espontánea. La condición normal del esfínter interno es de contracción, debido a la inervación simpática de las fibras rectales superiores y del plexo hipogástrico. El reflejo de la relajación es causado por la presión de las heces del recto durante la defecación. Las fibras parasimpáticas de los segmentos de la pelvis de la médula espinal abastecen al esfínter interno. No está inervado por el nervio pudendo, que lleva fibras somáticas (motor y sensorial) a las fibras que proporcionan la inervación del esfínter anal externo.